# 클라밧산

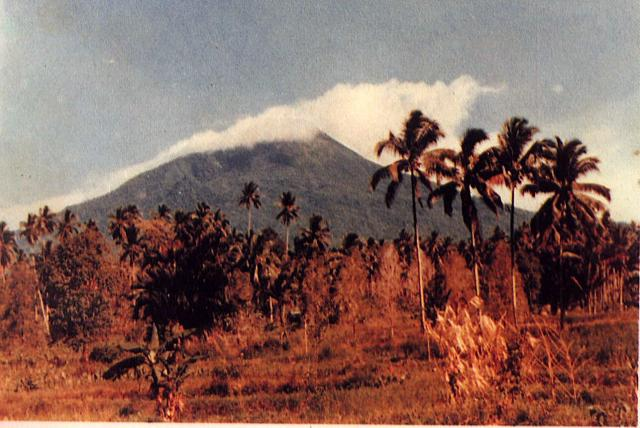

클라밧산(인도네시아어: Gunung Klabat)은 인도네시아의 술라웨시섬 북부에 있는 성층화산으로, 잠재적인 활화산이다. 이 화산은 봉우리가 아주 뾰족하다. 수풀로 뒤덮여 있으며, 정상에는 작은 분화구가 있다.